# Малинищи
Малинищи — село в Пронском районе Рязанской области, центр Малинищинского сельского поселения.

## История
Первое поселение возникло здесь ещё в IX—X веках, название оно получило про протекающему здесь ручью Малинову. В 1237 году деревня была уничтожена. Затем поселение неоднократно восстанавливалось и неоднократно разорялось (в том числе в ходе набега крымских татар в 1521 году). По указу Фёдора Иоанновича местность была передана рязанскому епископу в обмен на земли под Ряжском, на которых предполагалось поселить казаков.
В 1665 году деревня была вновь отстроена. В 1682 году здесь была построена церковь иконы Тихвинской Богоматери.

## Население
| 1859 | 1897 | 1906  | 2010 |
| ---- | ---- | ----- | ---- |
| 551  | ↗814 | ↗1153 | ↘691 |

## Достопримечательности
Недалеко от села находится заброшенная военная база — объект альтернативного туризма.